# Antonio Esfandiari
Antonio Esfandiari (* 8. Dezember 1978 in Teheran als Amir Esfandiari) ist ein professioneller US-amerikanisch-iranischer Pokerspieler.
Esfandiari hat sich bei Live-Pokerturnieren über 27,5 Millionen US-Dollar erspielt. Er gewann 2012 das Big One for One Drop der World Series of Poker und sicherte sich dadurch das bis dahin höchste ausgeschüttete Preisgeld von mehr als 18 Millionen US-Dollar. Insgesamt ist er dreifacher Braceletgewinner der Turnierserie sowie zweifacher Titelträger der World Poker Tour. Im Jahr 2019 wurde der Amerikaner als einer der 50 besten Spieler der Pokergeschichte genannt.

## Persönliches
Esfandiari zog im Alter von neun Jahren mit seiner Familie nach San José, Kalifornien. Da er wegen seines Vornamens Amir in der Schule geärgert wurde, ließ er ihn zunächst in Anthony und mit 19 Jahren in Antonio ändern. Später arbeitete Esfandiari als professioneller Trickkünstler und trägt daher auch den Spitznamen The Magician.

## Pokerkarriere

### Werdegang
Während er als Zauberkünstler tätig war, begann er Poker zu spielen und gewann 2004 knapp 1,4 Millionen US-Dollar durch den Sieg beim Main Event der L.A. Poker Classics der World Poker Tour in Los Angeles. Kurz darauf gewann er sein erstes Bracelet bei der World Series of Poker in Las Vegas in der Variante Pot Limit Texas Hold’em.
Esfandiari nahm an der zweiten und dritten Staffel von Poker Superstars teil. Nachdem er in der zweiten Staffel Letzter geworden war, schaffte er es ein Jahr später, das Turnier auf einem zweiten Platz zu beenden. Auch war er bei fünf der sieben Staffeln von High Stakes Poker zu sehen.
Ab Mai 2007 war Esfandiari beim amerikanischen Pay-per-View-Sender MOJO HD in der achtteiligen Fernsehserie I bet you mit seinem besten Freund Phil Laak zu sehen, in der die beiden verrückte Wetten gegeneinander abschlossen. Auch in der Filmkomödie All in – Alles oder nichts aus dem Jahr 2008 hatte er wie Laak einen Cameo-Auftritt als Pokerspieler.
Im Juli 2012 sicherte sich Esfandiari bei der World Series of Poker den Sieg beim Big One for One Drop. Das Turnier mit einer Million US-Dollar Buy-in war das bis dahin teuerste Pokerturnier weltweit. Esfandiari gewann sein drittes Bracelet sowie mit 18.346.673 Millionen US-Dollar das bis zum Triton Million for Charity im August 2019 höchste Preisgeld bei einem Pokerturnier. Mit diesem Sieg überschritten seine Gewinne bei Live-Turnieren 22,8 Millionen US-Dollar; er übernahm damit die Führung in der All Time Money List, die er bis Juli 2014 hielt.
Bei der World Series of Poker Europe, die 2012 in Cannes ausgetragen wurde, gewann Esfandiari ein Turnier in No Limit Hold’em und damit sein drittes Bracelet sowie über 120.000 Euro an Siegprämie. Im Rahmen der 50. Austragung der World Series of Poker wurde Esfandiari im Juni 2019 als einer der 50 besten Spieler der Pokergeschichte genannt. Bei der Turnierserie erzielte er auch seine bis dato letzte Geldplatzierung.

### Braceletübersicht
Esfandiari kam bei der WSOP 49-mal ins Geld und gewann drei Bracelets:
| Jahr   | Buy-in      | Turnier                  | Teilnehmer | Preisgeld    |
| ------ | ----------- | ------------------------ | ---------- | ------------ |
| 2004 E | 0.002.000 $ | Pot-Limit Hold’em        | 324        | 00.184.860 $ |
| 2012 E | 1.000.000 $ | The Big One for One Drop | 048        | 18.346.673 $ |
| 2012 E | 0.001.100 € | No-Limit Hold’em         | 626        | 00.126.207 € |

### Preisgeldübersicht

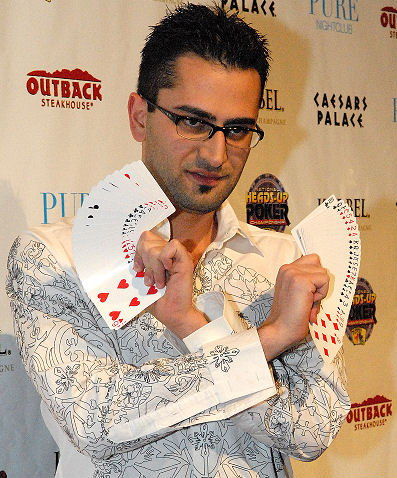
Esfandiari bei der National Heads-Up Poker Championship 2007

| Jahr   | Preisgeld (in $) | Turniersiege |
| ------ | ---------------- | ------------ |
| 2002   | 51.715           | 0            |
| 2003   | 34.060           | 0            |
| 2004   | 1.602.495        | 2            |
| 2005   | 679.121          | 1            |
| 2006   | 261.762          | 4            |
| 2007   | 187.608          | 1            |
| 2008   | 305.467          | 0            |
| 2009   | 441.368          | 1            |
| 2010   | 944.519          | 1            |
| 2011   | 177.706          | 0            |
| 2012   | 19.078.807       | 2            |
| 2013   | 1.860.925        | 0            |
| 2014   | 658.626          | 0            |
| 2015   | 228.881          | 0            |
| 2016   | 857.882          | 1            |
| 2017   | 260.931          | 0            |
| 2018   | 96.563           | 0            |
| 2019   | 82.365           | 0            |
| gesamt | 27.810.801       | 13           |

## Trivia
Im Januar 2016 bewegte sich Esfandiari aufgrund einer Wette mit dem Multi-Millionär Bill Perkins während des PokerStars Caribbean Adventures auf den Bahamas für 48 Stunden ausschließlich im Ausfallschritt fort. Da Esfandiari jedoch während des Main Events an seinem Tisch in eine Flasche uriniert hatte, um sich den anstrengenden Weg zur Toilette zu sparen, wurde er von der Turnierleitung disqualifiziert und spendete anschließend den gegen Perkins gewonnenen Betrag als Entschuldigung an wohltätige Zwecke.